# Deddy Corbuzier
 (juillet 2023).
Deodatus Andreas Deddy Cahyadi Sunjoyo ou Deddy Corbuzier(, né le 28 décembre 1976 à Jakarta,) est un acteur et ancien mentaliste Indonésien.

## Biographie
Il est récipiendaire du prix Merlin du "meilleur mentaliste du monde" deux fois de suite. Deddy Corbuzier a fait ses débuts à la télévision en 1998 avec Impresario 008 sur RCTI. Il a fait de nombreux coups publicitaires avec de nombreux magiciens célèbres. En tant qu'acteur, Deddy Corbuzier a joué dans The Mentalist (2011). Deddy Corbuzier a également écrit, réalisé et joué dans le film d'action Triangle The Dark Side (2016).
Deddy Corbuzier est également connu comme YouTuber. Après sa démission du monde des magiciens, Deddy Corbuzier crée désormais activement des vidéos de son podcast intitulé Fermer la porte sur sa chaîne YouTube. En novembre 2021, sa chaîne YouTube comptait plus de 16 millions d'abonnés et ses vidéos comptaient plus de 2,31 milliards de vues.